# Wilson's Photographic Magazine

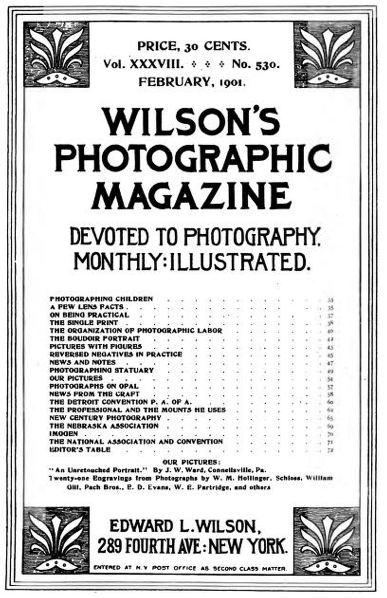
Couverture du WPM (février 1901)

Le Wilson's Photographic Magazine est une revue américaine sur la photographie, publiée par Edward Livingston Wilson (en) à New York de 1889 à 1914. Elle succède au Philadelphia Photographer et sera remplacée par le Photographic Journal of America chez le même éditeur. 

## Histoire
La revue publie des articles techniques et méthodologiques, des essais sur les genres et l'évolution de la photographie, des comptes-rendus de conventions locales et nationales, des annonces professionnelles... Les lecteurs pouvaient aussi bien découvrir les derniers progrès techniques en matière de développement de d'optique, que profiter des conseils pour parfaire leur prises de vues de portrait et lire le manifeste des femmes photographes américaines en 1910...
Le journal a  contribué à la publication et la reconnaissance de grands photographes et compagnies de la fin du 19e siècle-début du 20e  comme Alfred Stieglitz, Frances Benjamin Johnston, Imogen Cunningham, Gertrude Käsebier, Georges Eastman (Kodak),la compagnie Goerz...

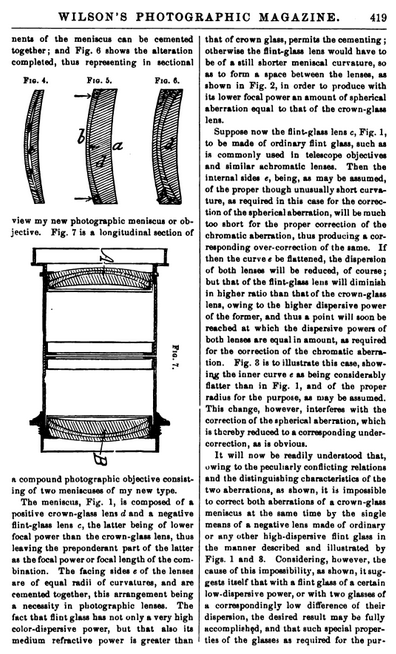
Aperçu de l'article sur l'optique par Ernst Gundlach (1891).

## Chronologie
Edward L. Wilson a publié plusieurs revues de photographies qui se sont succédé :
1. le Philadelphia Photographer (1864 à 1888) ;
2. le Wilson's Photographic Magazine (1889 à 1914)[3] ;
3. en 1915, Edward L. Wilson lance le Photographic Journal of America qui reprend la même ligne éditoriale, et ce jusqu'en 1923[4].